# 聖伊萊爾/蘭熱國家公園
25°41′02″S 48°38′38″W / 25.684°S 48.644°W

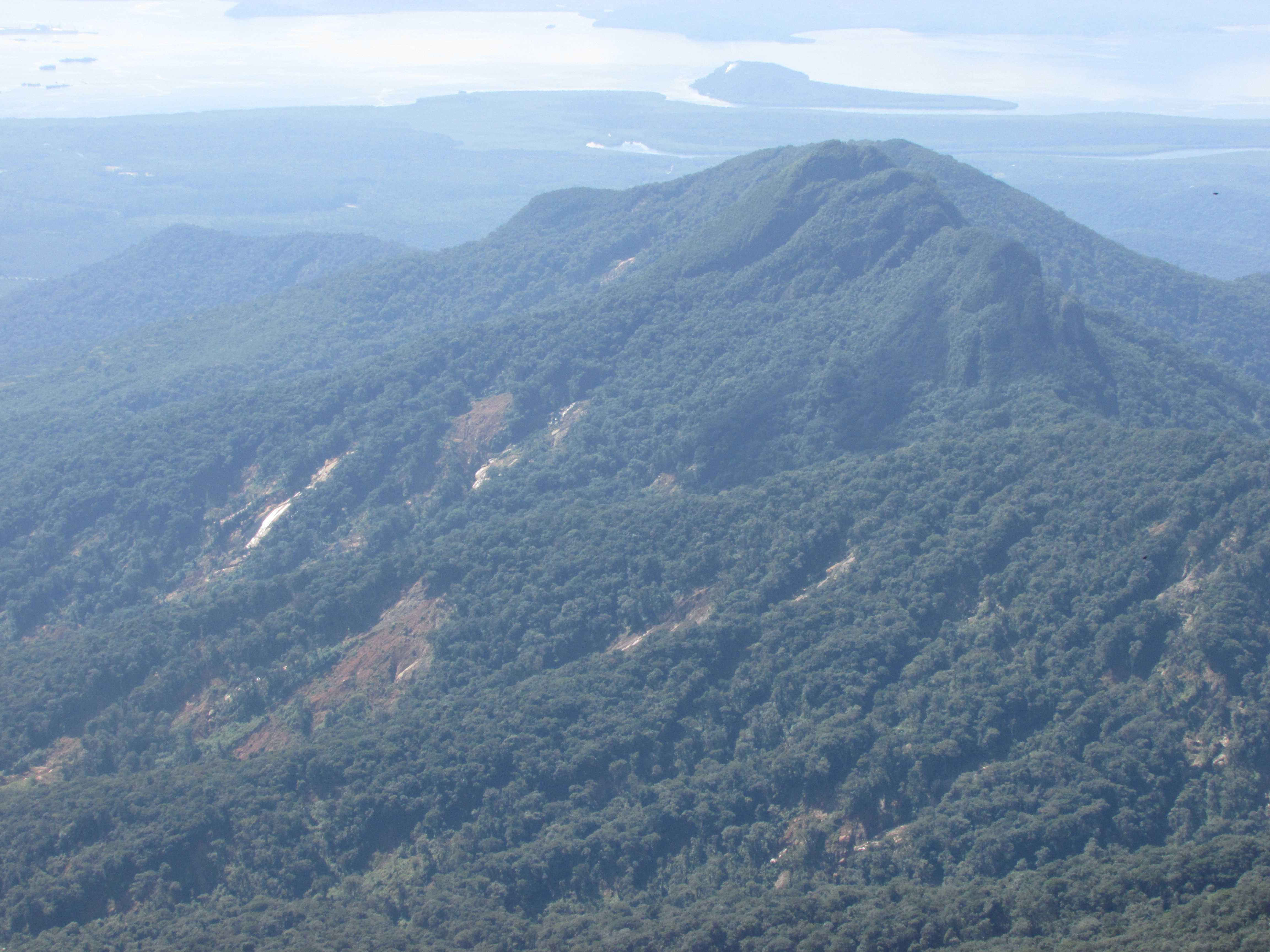

聖伊萊爾/蘭熱國家公園（葡萄牙語：Parque Nacional de Saint-Hilaire/Lange），是巴西的國家公園，位於該國南部巴拉那州，成立於2001年5月23日，佔地2.5萬公頃，覆蓋瓜拉圖巴、馬蒂尼奧斯、莫雷蒂斯和巴拉那瓜地區。